# Afrignathia multicavea
Afrignathia multicavea is een pissebed uit de familie Gnathiidae. De wetenschappelijke naam van de soort is voor het eerst geldig gepubliceerd in 2008 door Hadfield & Smit.